# ディピニャーノ
ディピニャーノ（イタリア語: Dipignano）は、イタリア共和国カラブリア州コゼンツァ県にある、人口約4,400人の基礎自治体（コムーネ）。

## 地理

### 位置・広がり

#### 隣接コムーネ
隣接するコムーネは以下の通り。
- カロレーイ
- コゼンツァ
- ドマーニコ
- マリート
- メンディチーノ
- パテルノ・カーラブロ

## 行政

### 分離集落
ディピニャーノには、以下の分離集落（フラツィオーネ）がある。
- Basso, Capocasale, Cappuccini, Croce, Doviziosi, Laurignano, Brunetta, Molino Irto, Petrone, Pozzillo, Puzzillo, Santa Maria, Tessano